# 2002년 한국프로야구
2002년 한국프로야구는 2002년 4월 5일에 시작되었다. 한국프로야구는 김응용 감독이 이끄는 삼성 라이온즈의 우승으로 11월 10일에 끝이 났다.

## 정규 시즌 성적
| 순위 | 팀            | 경기수 | 승 | 무 | 패 | 승률  | 게임차 | 기타 |
| ---- | ------------- | ------ | -- | -- | -- | ----- | ------ | ---- |
| 1    | 삼성 라이온즈 | 133    | 82 | 4  | 47 | 0.636 | 0.0    |      |
| 2    | KIA 타이거즈  | 133    | 78 | 4  | 51 | 0.605 | 4.0    |      |
| 3    | 현대 유니콘스 | 133    | 70 | 5  | 58 | 0.547 | 11.5   |      |
| 4    | LG 트윈스     | 133    | 66 | 6  | 61 | 0.520 | 15.0   |      |
| 5    | 두산 베어스   | 133    | 66 | 2  | 65 | 0.504 | 17.0   |      |
| 6    | SK 와이번스   | 133    | 61 | 3  | 69 | 0.469 | 21.5   |      |
| 7    | 한화 이글스   | 133    | 59 | 5  | 69 | 0.461 | 22.5   |      |
| 8    | 롯데 자이언츠 | 133    | 35 | 1  | 97 | 0.265 | 48.5   |      |

## 기록
- 11월 10일, 삼성 라이온즈의 마해영 선수가 6차전에서 한국시리즈 사상 두번째로 끝내기 홈런을 기록하였다. 이로 인해 삼성 라이온즈는 20년 만에 처음으로 한국시리즈를 제패하였다.
- 롯데 자이언츠는 16연패(2002년 6월 2일 ~ 6월 26일)로 역대 3위를 기록했다.
- 김종국은 도루 수 50개로 도루왕에 등극하였다.
- 이승엽은 홈런수 47개로 홈런왕에 등극하였다.
- 롯데 자이언츠는 사상 최다 패전수와 타이를 이루는 97패를 기록하며 최하위를 기록했다. (99년 쌍방울과 타이)
- 김응용 감독이 이끄는 삼성 라이온즈는 막강한 투수력과 마해영의 최종전 끝내기 홈런으로 한국시리즈를 제패하였다.
- 양준혁이 10년 연속 3할을 치지 못하고 2할 7푼이라는 성적으로 시즌을 마감하였다.

## 포스트시즌
- 4위 팀 LG 트윈스는 3위 팀 현대 유니콘스를 상대로 한 준플레이오프에서 2전 전승의 성적으로 플레이오프에 진출하였다.
- LG 트윈스는 KIA 타이거즈를 상대로 한 플레이오프에서 3승 2패의 성적으로 한국시리즈에 진출하였다.
- 삼성 라이온즈는 LG 트윈스를 상대로 한 한국시리즈에서 4승 2패의 성적으로 한국시리즈 우승을 차지하였다.